# Jack Tars
Jack Tar (también Jacktar , Jack-tar o Tar ) es un término inglés común originalmente utilizado para referirse a los marineros de la Marina Mercante o  «Royal Navy», particularmente durante el período del Imperio Británico. En la Primera Guerra Mundial, el término se usó como apodo para los miembros de la Marina de los EE. UU. Tanto los miembros del público como la gente de mar utilizaron el nombre para identificar a los que se hicieron a la mar. No se usó como un peyorativo y los marineros estaban felices de usar el término para etiquetarse a sí mismos. 

## Etimología
Existe cierta disputa entre los historiadores sobre el origen de "Jack", pero era un genérico de uso frecuente que identificaba a la masa de la gente común.  Hay varias etimologías plausibles para la referencia a " alquitrán ":
- En la era de los veleros de madera , el aparejo de un barco era una cuerda hecha de cáñamo , que se pudría rápidamente en un ambiente tan húmedo. Para evitar esto, las cuerdas y cables de la plataforma de pie se empaparon en alquitrán, que hubo que reponer con tarro .  [ fuente autoeditada ]
- Se sabía que los marineros "alquitraban" sus ropas antes de emprender viajes, para hacerlas impermeables , antes de la invención de las telas impermeables . Más tarde, con frecuencia usaban abrigos y sombreros hechos de una tela impermeable llamada lona . Esto puede haber sido abreviado a 'alquitrán' en algún momento.
- Era común entre los marineros trenzar su largo cabello en una cola de caballo y untarlo con alquitrán de alta calidad para evitar que quedara atrapado en el equipo del barco.

## Usos
- La opereta de Gilbert y Sullivan , HMS Pinafore , subtitulada The Lass That Loved a Sailor, usa el sinónimo 'tar' con frecuencia en sus diálogos, incluidas las canciones 'The Merry Maiden and the Tar' y 'A British Tar'.
- Una de las obras menos conocidas de John Philip Sousa fue su 'Jack Tar March', escrita en 1903, que incluía la melodía " The Sailor's Hornpipe " en uno de sus segmentos.
- El segundo verso de la canción de George M. Cohan " You're a Grand Old Flag " contiene la línea "¡Hurra! ¡Hurra! Por cada Yankee Tar".
- Jack Tar: Life in Nelson's Navy, libro de no ficción más vendido escrito por Roy y Lesley Adkins sobre la vida real de los marineros en la era de Nelson.
- La canción folclórica tradicional inglesa " Go to Sea Once More " (titulada alternativamente "Jack Tarr the Sailor") cuenta la historia de un marinero llamado Jack Tarr que lo pierde todo después de una desafortunada escapada de borrachos en tierra en Liverpool .
- La canción folclórica tradicional inglesa "Jacky Tar", cantada por Eliza Carthy (previamente recopilada y cantada por AL Lloyd como "Do Me Ama"): Roud 511; Leyes K40; Índice de baladas LK40.
- John Adams llamó a la multitud involucrada en la Masacre de Boston "una multitud heterogénea de chicos descarados, negros y molattoes, teagues irlandeses y extravagantes jack tarrs".
- " Heart of Oak ", la marcha oficial de la Royal Navy, presenta la línea " Heart of Oak son nuestros barcos, los alquitranes alegres son nuestros hombres".
- Rollins College de Winter Park, Florida , eligió el "Tar" como mascota.
- Las personas nacidas en Swansea , Reino Unido se conocen como "Jacks" o "Swansea Jacks". Una explicación para el nombre es que la gente de Swansea tenía fama de marineros expertos y que sus servicios eran muy solicitados por la marina.
- En Sleuth , la comedia y el thriller de Anthony Shaffer , el más destacado de los autómatas de Andrew Wyke es Jolly Jack Tarr, el marinero jovial. Esta figura de tamaño natural se ríe y su cuerpo se sacude apropiadamente con solo presionar un botón del control remoto. Él está en varias escenas, incluida una en la que se oculta una pista de un asesinato en la persona de Jolly Jack Tarr.
- El término forma la base de la expresión " Estoy bien, Jack ", que significa complacencia engreída a expensas de los demás.
- Los escritores de época se referían a menudo a la simplicidad de Jack Tar, y cuando se le representaba como un borracho y un mujeriego, la moraleja de la historia era que era una presa fácil para las mujeres, los publicanos y los encargados de las pensiones.